# Ri Kyong-ok
Dans ce nom coréen, le nom de famille, Ri, précède le nom personnel.
Pour les articles homonymes, voir Ri.
Ri Kyong-ok (coréen : 리경옥), née le 3 janvier 1980 à Pyongyang, est une judokate nord-coréenne.

## Palmarès international en judo
| Championnats du monde | Championnats du monde | Championnats du monde |
| Année                 | Médaille              | Catégorie             |
| --------------------- | --------------------- | --------------------- |
| 2001                  | argent                | –48 kg                |
| Jeux asiatiques       |                       |                       |
| Année                 | Médaille              | Catégorie             |
| 2002                  | bronze                | –48 kg                |
| Championnats d'Asie   |                       |                       |
| Année                 | Médaille              | Catégorie             |
| 2001                  | or                    | –48 kg                |
| 2004                  | argent                | –48 kg                |